# 6-十四炔
6-十四炔（英語：6-Tetradecyne）是一种有机化合物，化学式C14H26，它在米糠蜡蒸气热解中的产物中及废植物油制的生物柴油中经气相色谱-质谱检测到。